# 戸井田道三
戸井田 道三（といだ みちぞう、1909年3月25日 - 1988年3月24日）は、日本の評論家、能・狂言の評論家。

## 来歴
東京生まれ。旧制早稲田中学を経て早稲田大学国文科卒。
1933年、中央公論社に入社するが、その年のうちに退社。1948年、天皇制と能楽の関係を説いた『能芸論』を上梓、民俗学、人類学を援用した能や狂言の考察で知られた。1954年より毎日新聞の能評を担当、のち映画評もおこなった。『戸井田道三の本』4冊がある。「きものの思想」で第17回日本エッセイスト・クラブ賞受賞。

## 著書
- 能芸論 伊藤書店, 1948
- 日本人の演技 弘文堂, 1959
- 祭りからの脱出 三一書房, 1963
- 演技 生活のなかの表現行為 紀伊国屋新書, 1963
- 能 神と乞食の芸術 毎日新聞社, 1964
- きものの思想 えりやたもとがものをいう　毎日新聞社, 1968
- 観阿弥と世阿弥 岩波新書, 1969 のち同時代ライブラリー
- 幕なしの思考 伝統と現代社, 1971
- 歴史と風土の旅 みかんと猿田彦 毎日新聞社, 1973
- 狂言 落魄した神々の変貌 平凡社, 1973  のちライブラリー
- 出雲風土記 平凡社, 1974
- 鹿と海 歴史の深層紀行 毎日新聞社, 1977.6
- 生きることに○×はない ポプラ社, 1978 (のびのび人生論) のち新泉社 2022
- 日本人の神さま 筑摩書房, 1980 のちちくま文庫
- 劇場の廊下で 麦秋社, 1981
- まんじゅうこわい 落語の世界 筑摩書房, 1983 (ちくま少年図書館)
- 忘れの構造 筑摩書房, 1984 のち文庫
- あとの祭り オノコロ列島深層紀行 河出書房新社, 1986
- 色とつやの日本文化 筑摩書房, 1986
- 劇場の廊下で 続 麦秋社, 1987
- 食べることの思想 筑摩書房, 1988
- 戸井田道三の本 1－4 （今福龍太編）筑摩書房, 1993

## 共著
- さくら百花 林弥栄 平凡社カラー新書, 1975
- 能をたのしむ 増田正造 平凡社, 1976
- 能面 その世界の内と外 後藤淑 実業之日本社, 1977
- 日本の石橋 山口祐造 平凡社カラー新書, 1978